# Carl Ludwig Koch
Pour les articles homonymes, voir Koch.
Carl Ludwig Koch est un naturaliste allemand, né le 21 septembre 1778 à Kusel et mort le 23 août 1857 à Nuremberg.

## Biographie
Cet inspecteur des eaux et forêts s'est spécialisé principalement dans l'étude des araignées, l'aranéologie. Il est le descripteur d'un très grand nombre d'espèces européennes ou exotiques.
Sa principale œuvre est Die Arachniden (1831-1848) (16 volumes) commencée par Carl Wilhelm Hahn (1786-1836) et dont Koch signe les douze derniers volumes. Il a également terminé le chapitre sur les araignées de l'ouvrage de Georg Wolfgang Franz Panzer (1755-1829).
Il fait paraître Die Pflanzenläuse à Nuremberg (1854-1857).
Il est le père de Ludwig Carl Christian Koch (1825-1908), grand naturaliste également.

## Liste partielle des publications
- Die Pflanzenläuse Aphiden, getreu nach dem Leben abgebildet und beschrieben. J.L. Lotzbeck, Nürnberg 1854.
- Übersicht des Arachnidensystems. Zeh, Nürnberg 1837–50.
- Deutschlands Crustaceen, Myriapoden und Arachniden. Pustet, Regensburg 1835–44.
- Die Arachniden. Zeh, Nürnberg 1831–48.
- System der bayerischen Zoologie. Nürnberg, Munich 1816.